# A magyar labdarúgó-válogatott 1903. április 5-i mérkőzése
Előző mérkőzés - Következő mérkőzés
A magyar labdarúgó-válogatott második mérkőzését Csehország ellen játszotta 1903. április 5-én. Eredménye: 2:1 (1:1).

## Előzmények
A második ellenfél még mindig az Osztrák–Magyar Monarchia területéről került ki. Bohemia és Morávia, mai nevén Csehország válogatottja. A mérkőzésnek a labdarúgás bölcsője, a Csömöri út-i Millenáris Sportpálya adott otthont. A csapatot ismét az MLSZ Intéző Bizottsága állította össze Horváth Ferenc főtitkár javaslata alapján. Eredetileg az osztrák válogatottal mérkőzött volna meg hazai pályán a magyar csapat, de a sógorok későbbre halasztották és így helyettük beugró szerepben a csehek léptek pályára. A vendégek nem a legerősebb csapatukkal álltak ki, számos meghatározó játékos hiányzott. A fiatal Cseh szövetség nem bírt legerősebb klubjaikkal (pl.: Slavia), akik visszatartották játékosaikat, a magyarok nagy örömére. Végül mégiscsak sikerült egy Prága nevű csapatott kiállítani, aki megmérkőzött Budapesten.

## Az összeállítások
| 1903. április 5. 2. mérkőzés Barátságos |

| Magyarország          | 2 – 1   | Csehország |
| --------------------- | ------- | ---------- |
| Borbás 16' Minder 78' | (1 - 1) | Rezek 9'   |

| Millenáris Sportpálya, Budapest Nézőszám: 750 Játékvezető: Ordódy Béla (magyar) |

| Csapatszínek | Csapatszínek | Csapatszínek |
| Csapatszínek |              |              |
| Csapatszínek |              |              |
|              |              |              |
| '            |              |              |

| Csapatszínek | Csapatszínek | Csapatszínek |
| Csapatszínek |              |              |
| Csapatszínek |              |              |
|              |              |              |
| '            |              |              |

| MAGYARORSZÁG:        |    |                 |             |  |     |
|                      |    |                 |             |  |     |
| KA                   | 1  | Sipos Ernő      | (BTC)       |  |     |
| HV                   | 2  | Berán József    | (FTC)       |  |     |
| HV                   | 3  | Fehéry Ákos     | (MUE)       |  |     |
| FE                   | 4  | Kiss Gyula      | (33 FC)     |  |     |
| FE                   | 5  | Koltai József   | (FTC)       |  |     |
| FE                   | 6  | Gorszky Tivadar | (FTC)       |  |     |
| CS                   | 7  | Braun Ferenc    | (FTC)       |  |     |
| CS                   | 8  | Károly Jenő     | (MTK)       |  |     |
| CS                   | 9  | Niessner Aladár | (MFC)       |  |     |
| CS                   | 10 | Minder Frigyes  | (Postás SE) |  | 78' |
| CS                   | 11 | Borbás Gáspár   | (FTC)       |  | 16' |
| Szövetségi kapitány: |    |                 |             |  |     |
| Gillemot Ferenc      |    |                 |             |  |     |

| CSEHORSZÁG:          |    |                 |  |    |
|                      |    |                 |  |    |
|                      |    |                 |  |    |
| KA                   | 1  | Karl Eisenstein |  |    |
| HV                   | 2  | Modrinta        |  |    |
| HV                   | 3  | Václak          |  |    |
| FE                   | 4  | Emil Eisenstein |  |    |
| FE                   | 5  | Trapek          |  |    |
| FE                   | 6  | Velemin         |  |    |
| CS                   | 7  | Jan Košek       |  |    |
| CS                   | 8  | Zuckerkandl     |  |    |
| CS                   | 9  | František Maisl |  |    |
| CS                   | 10 | Jindřich Rezek  |  | 9' |
| CS                   | 11 | Kulaty          |  |    |
| Szövetségi kapitány: |    |                 |  |    |
| válogató bizottság   |    |                 |  |    |

## A mérkőzés

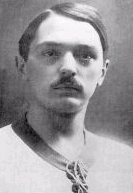
Borbás Gáspár

700-750-en nézőt vonzott az összecsapás. Jindřich Rezek kilencedik percbeli góljára Borbás Gáspár válaszolt (a válogatott történetének első magyar góljával). A félidőben 1-1. A mérkőzés magyar győzelemmel ért véget, mivel Minder Frigyes a hajrában fordítani tudott. Ez volt a magyar labdarúgó-válogatott első győztes nemzetközi találkozója. A csehek vitatják és nem tartják hivatalos mérkőzésnek a két szövetség találkozóját. Szerintük az összecsapás szimplán Budapest-Prága mérkőzés volt.

## Örökmérleg a mérkőzés után
| Magyarország | :         | Csehország |
| ------------ | --------- | ---------- |
| 1            | Győzelem  | 0          |
| 0            | Döntetlen | 0          |
| 2            | Gólok     | 1          |
| 100          | %         | 0          |

Előző mérkőzés - Következő mérkőzés

## Lásd még
- Magyar labdarúgó-válogatott